# Antonio Zamaro
Antonio Alcides Zamaro (nacido el 26 de julio de 1924 en Santa Fe, Argentina; fallecido en la misma ciudad el 14 de diciembre de 2014) fue un futbolista argentino. Jugaba de delantero y se inició en Rosario Central, luego jugó en Huracán, Quilmes, el fútbol de Perú y de México.

## Carrera
Sus inicios fueron jugando con la casaca de Rosario Central, por el Campeonato de 1947. Disputó 12 partidos y convirtió 7 goles; por la fecha 3 anotó tres tantos versus Tigre (victoria 3-1), otros tres por la fecha 28 ante Banfield (triunfo 4-2), y el restante frente Racing Club por la 30° y última fecha (2-0).
En 1948 fue transferido a Huracán; allí en 9 encuentros convirtió 2 goles. Al año siguiente continuó en Quilmes, donde jugó un solo encuentro.
En 1951 se embarcó en un proyecto que llevó a once futbolistas argentinos para jugar en Mariscal Sucre.
Prosiguió su carrera en México, disputando dos temporadas con Veracruz, dos con Atlante y una en Cuautla y una en Monterrey.

## Clubes
| Club            | País      | Año       |
| --------------- | --------- | --------- |
| Rosario Central | Argentina | 1947      |
| Huracán         | Argentina | 1948      |
| Quilmes         | Argentina | 1949-1950 |
| Mariscal Sucre  | Perú      | 1951      |
| Veracruz        | México    | 1951-1953 |
| Atlante         | México    | 1953-1955 |
| Cuautla         | México    | 1955-1956 |
| Monterrey       | México    | 1956-1957 |